# Tomelloso
Tomelloso er en by og kommune i det sydlige centrale Spanien i provinsen Ciudad Real. Den har et indbyggertal på 36.523 (2024) indbyggere.